# Jadwiga Raniecka-Bobrowska

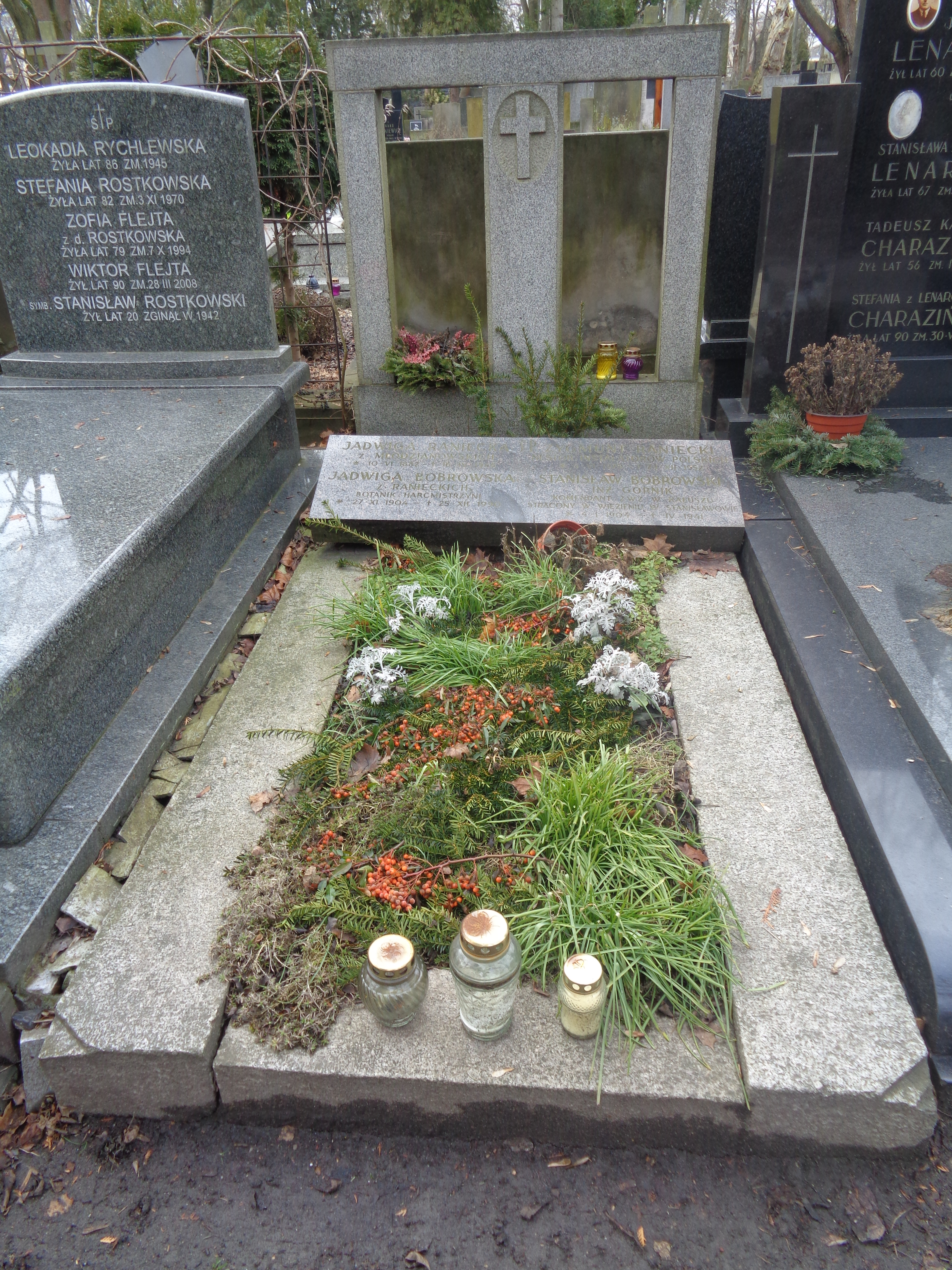
Grób Jadwigi Ranieckiej-Bobrowskiej na Starych Powązkach w Warszawie

Jadwiga Raniecka-Bobrowska (ur. 27 listopada 1904 w Warszawie, zm. 25 grudnia 1990 tamże) – polska paleobotanik i paleopalinolog.

## Życiorys
Jadwiga Raniecka ukończyła szkołę średnią (Gimnazjum im. Królowej Jadwigi w Warszawie) i studia wyższe (Uniwersytet Warszawski). Studiowała botanikę i geologię na Wydziale Matematyczno-Przyrodniczym. Za pracę pt. Analiza pyłkowa interglacjału z Żoliborza w Warszawie otrzymała w 1931 doktorat. W tym samym roku, po ślubie z inżynierem górnictwa, absolwentem Akademii Górniczo-Hutniczej, Stanisławem Bobrowskim, opuściła Warszawę. Wybuch II wojny światowej zastał państwa Bobrowskich w Kałuszu, który został zajęty przez Armię Czerwoną. Stanisław Bobrowski jako miejscowy komendant Związku Walki Zbrojnej został aresztowany i stracony w Stanisławowie, a Jadwiga Raniecka-Bobrowska z dwójką małych dzieci przez dłuższy czas ukrywała się we Lwowie. Dopiero w 1941 udało jej się dotrzeć do rodziny w Krakowie. Przyjęła pracę w pracowni rentgenowskiej i rozpoczęła działalność w Szarych Szeregach.
Po wojnie, w 1945, wznowiła działalność naukową jako pracownik Państwowego Instytutu Geologicznego w Krakowie, a w 1947 razem z całym instytutem przeniosła się do Warszawy. Założyła Pracownię Paleobotaniki, którą kierowała do 1962, kiedy to zrezygnowała ze stanowiska kierowniczego, aby poświęcić się tylko pracy naukowej. W 1970 otrzymała tytuł naukowy profesora zwyczajnego. Na emeryturę przeszła w 1976.
Od 1929 była członkinią Polskiego Towarzystwa Botanicznego. Drugą jej pasją, obok botaniki, było harcerstwo. W 1990 opublikowała książkę Harcerki 1911-1939, historia, program, wychowanie.
Pochowana została na Starych Powązkach (kwatera 241, rząd 1, miejsce 21).